# Richard Ruccolo

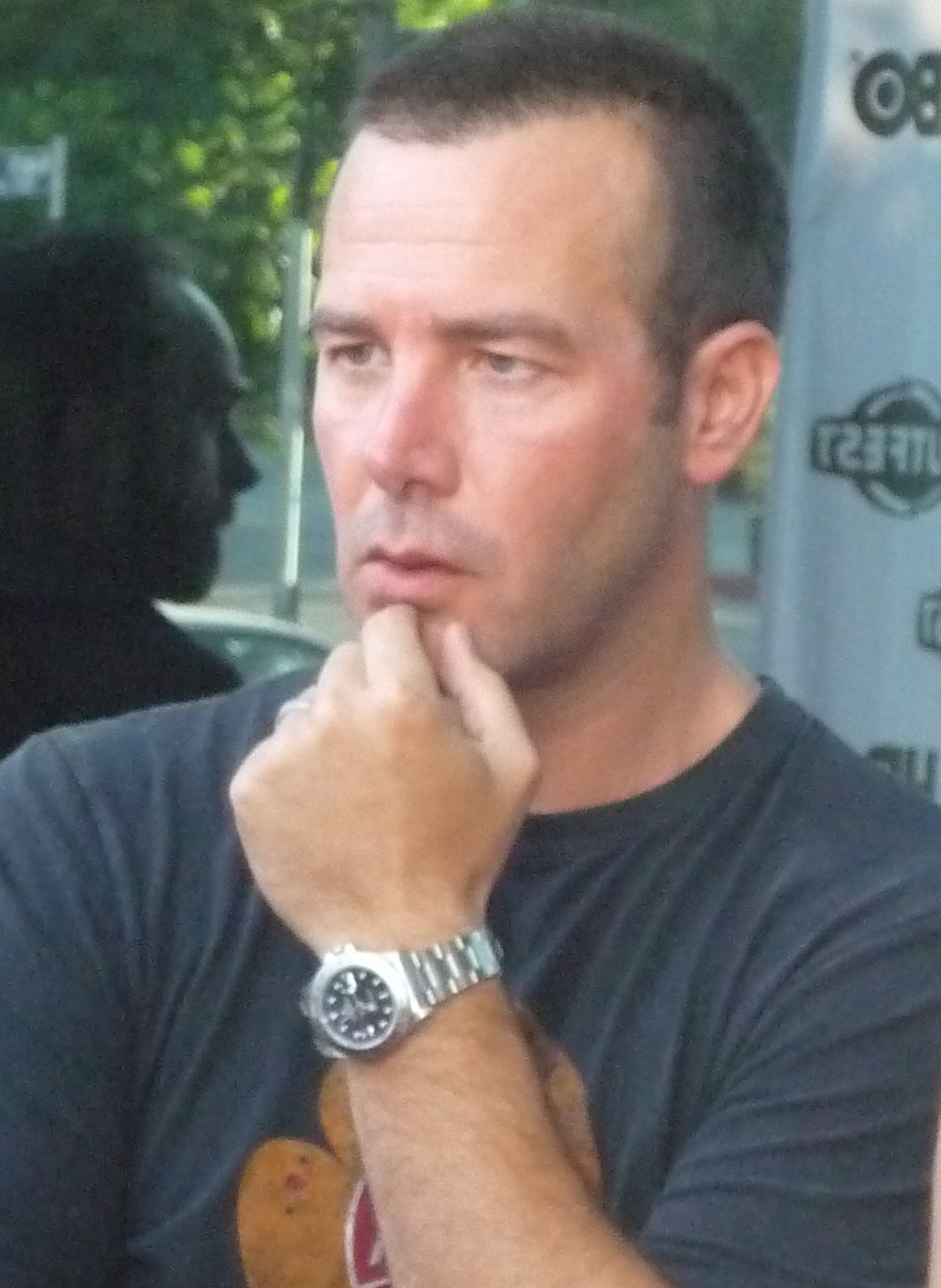
Richard Ruccolo (2008)

Richard Ruccolo (* 2. März 1972 in Marlton, New Jersey) ist ein US-amerikanischer Film- und Seriendarsteller.

## Biographie
Richard Robert Ruccolo besuchte in Marlton, New Jersey die Cherokee High School in Evesham Township.
Ruccolo entdeckte seine Liebe zum Schauspiel bei einem Schulauftritt an seiner High School. Nach seiner Schulzeit zog er nach Los Angeles, um dort einen Job als Schauspieler zu finden.
Ruccolos Karriere begann mit Gastrollen bei Beverly Hills, 90210 und Akte X – Die unheimlichen Fälle des FBI. International war er zunächst in Werberollen für Wendy’s, Skittles und 7 Up zu sehen. Erst 1998 wurde Ruccolo bekannter durch eine der Hauptrollen in der Sitcom Ein Trio zum Anbeißen. Nachdem diese 2001 abgesetzt wurde, war er in Produktionen wie All Over the Guy, Die Hochzeit meiner Traumfrau, Missing in the USA, und Anacardium zu sehen. 2005 trat er in drei Folgen der Fernsehserie Joey als Glen auf. Von 2008 bis 2009 spielte er in der Comedyserie Rita Rocks die Rolle des Jay Clemens.
Seit 2008 ist er mit Lauren Rees verheiratet.

## Filmographie

### Filme
- 1998: Liebe auf den ersten Schrei (Music from Another Room, als Nick)
- 1999: Abgezockt (Luck of the Draw, als Jedd)
- 2001: All Over the Guy (als Tom)
- 2001: Anacardium (als Chris)
- 2003: Die Hochzeit meiner Traumfrau (The One, als Michael Blake)
- 2003: Spellbound
- 2004: Taste (als Danny Coyle)
- 2005: Talk Show Diaries (als Blake)
- 2006: Available Men (Kurzfilm, als Rob)
- 2007: Backyards & Bullets
- 2009: Obsessed (als Hank)
- 2010: A Nanny for Christmas (als Justin Larose)
- 2012: Spielkameraden (Playdate)
- 2013: Clara’s Deadly Secret

### Serien
- 1997: Beverly Hills, 90210 (Folge 7x21, als Dean)
- 1998–2001: Ein Trio zum Anbeißen (Two Guys, a Girl and a Pizza Place, 81 Folgen, als Pete Dunville)
- 1999: Akte X – Die unheimlichen Fälle des FBI (The X-Files, Folge 6x10, als Agent Peyton Ritter)
- 2003: Office Girl (Less than Perfect, Folge 1x20, als Bobby Casey)
- 2003: The Brotherhood of Poland, New Hampshire (Folgen 1x02–1x03, als Charlie Babbot)
- 2004: Missing in the USA (als Host)
- 2005: Joey (3 Folgen, als Glen)
- 2005: Reba (Folge 5x10, als Dr. Beck)
- 2006: Standoff (Folge 1x07, als Ken Mund)
- 2007: It’s Always Sunny in Philadelphia (Folge 3x07, als Corporate Rep)
- 2008–2009: Rita Rocks (40 Folgen, als Jay Clemens)
- 2011: Desperate Housewives (Folge 8x05, als Scott)
- 2012: It’s Always Sunny in Philadelphia (Folge 8x02, als Corporate Rep)
- 2013: Wendell & Vinnie (2 Folgen, als Allan Kramer)
- 2013–2014: Crash & Bernstein (3 Folgen, als Karl Bernstein)
- 2013–2014: Legit (6 Folgen, als Mike Mert)
- 2014: Devious Maids – Schmutzige Geheimnisse (Devious Maids, Folge 2x05, als Kim Rampton)
- 2014: Hot in Cleveland (Folge 5x06, als Matt)
- 2014: Navy CIS (NCIS, Folge 11x20, als Ronald Troutman)